# Karlheinz Stockhausen

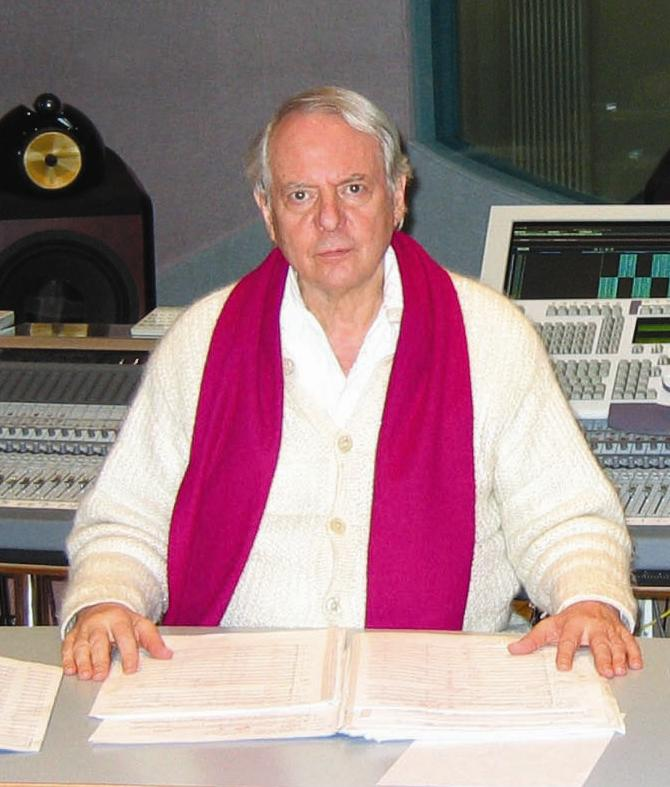
Karlheinz Stockhausen, 2004

Karlheinz Stockhausen (* 22. August 1928 in Mödrath, heute zu Kerpen; † 5. Dezember 2007 in Kürten-Kettenberg) war ein deutscher Komponist.

## Leben

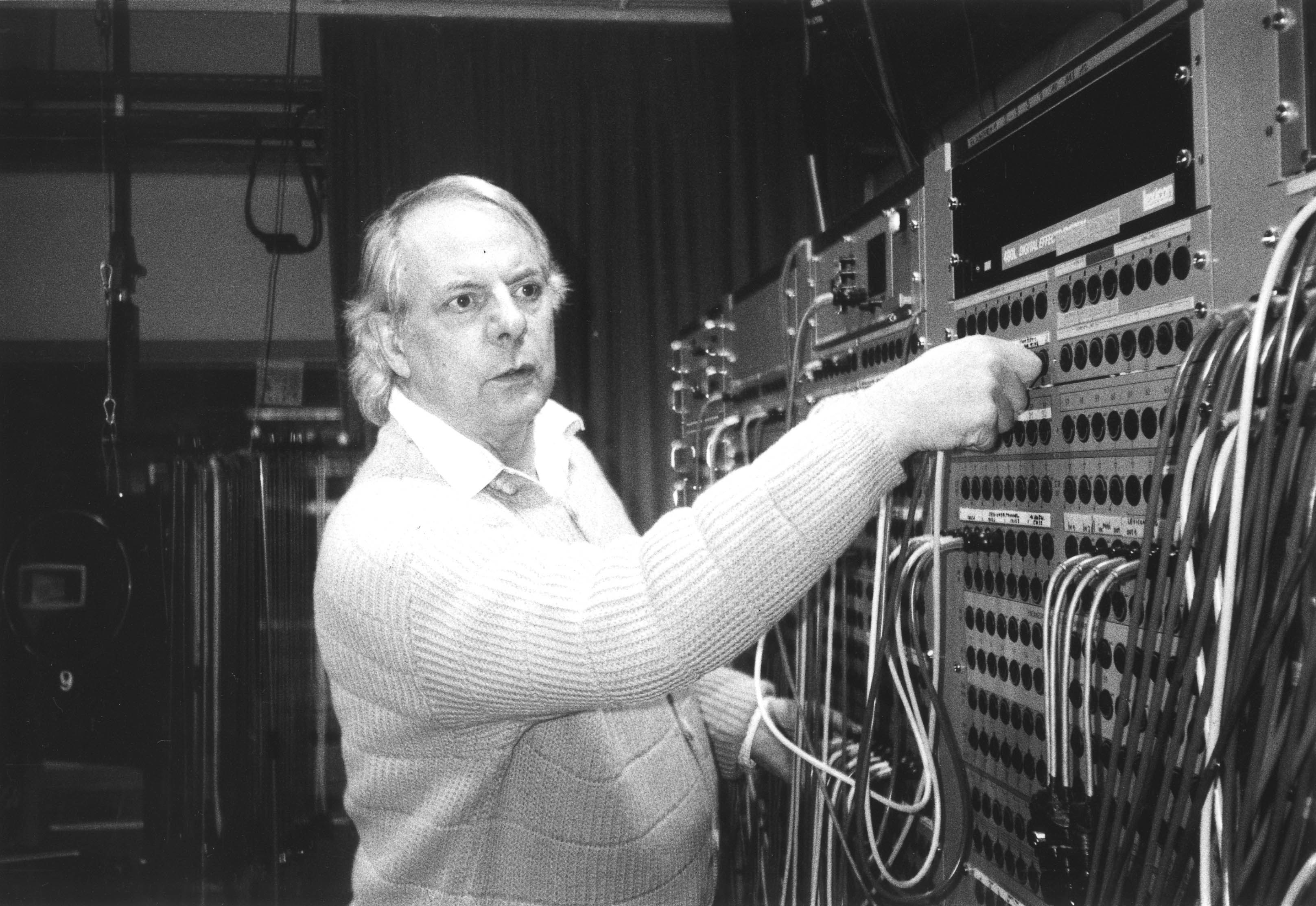
Karlheinz Stockhausen im Studio für Elektronische Musik des WDR im Oktober 1994

Stockhausens Vater Simon Stockhausen, ein Volksschullehrer, starb im Zweiten Weltkrieg. Seine als depressiv geltende Mutter Gertrud Stockhausen, geborene Stupp, wurde am 27. Mai 1941 in der Tötungsanstalt Hadamar Opfer der systematischen Krankenmorde in der Zeit des Nationalsozialismus. Aufgewachsen in ärmlichen, katholisch geprägten Verhältnissen, studierte er nach seinem Abitur am städtischen altsprachlichen Gymnasium, dem heutigen Nicolaus-Cusanus-Gymnasium Bergisch Gladbach, von 1947 bis 1951 an der Musikhochschule Köln Schulmusik mit Hauptfach Klavier sowie an der Universität zu Köln Musikwissenschaften, Germanistik und Philosophie. Seit 1950 war er als Komponist tätig, wobei er neue Formen der Musik schuf und auch auf dem Feld der Notation innovative Zeichen setzte. Von 1971 an war er Professor für Komposition an der Musikhochschule Köln, bis er 1977 dieses Amtes enthoben wurde.
Der Spiegel stellte den Vorgang seinerzeit so dar:
Seit 1971 und für 5500 Mark Monatssalär gehörte der Neutöner-Guru zum Lehrkörper der Kölner Musikhochschule. Dort indes, so Institutsleiter Müller-Heuser, »hat er das untere Limit seiner Anwesenheitspflicht nie erreicht« und die Unterweisung seiner zwei -- in Worten: zwei -- Schüler den Assistenten und Hilfskräften überlassen. Als sich die beiden Eleven beim NRW-Wissenschaftsminister Rau über die ständige Abwesenheit des Meisters beschwerten, gemahnte der Politiker den Tönesetzer an seine Beamtenpflicht. Derart gemaßregelt, kündigte Stockhausen und wünschte der Schule »viel Glück«.
Als Dozent und Verfasser zahlreicher musiktheoretischer Schriften und Essays, durch seine Tätigkeit für den Rundfunk sowie mit weit über 300 Eigenkompositionen, welche vielfach die Grenzen des technisch Machbaren verschoben, hat er die Musik des 20. Jahrhunderts deutlich mitgeprägt.
1951 heiratete er Doris Andreae, mit der er vier Kinder hatte, die Töchter Suja, Christel und Majella (geboren 1953, 1956 und 1961) und den Sohn Markus (* 1957). 1967 heiratete er die Künstlerin Mary Bauermeister, die er schon 1957 kennengelernt hatte. Bis zur Scheidung 1965 hatte man jahrelang miteinander in einer Dreiecksbeziehung gelebt. Von Mary stammen eine weitere Tochter, Julika (* 1966), und der Sohn Simon (* 1967). Ihre Ehe wurde 1973 geschieden.
Stockhausen zeigte seine musikalische Begabung schon als Schulkind (er spielte Klavier und Oboe); im Rahmen der begrenzten Möglichkeiten des ärmlichen Lehrerhaushaltes oder später des Internates, in dem er Schüler war, wurde diese Begabung gefördert. Nach dem Krieg trugen Engagements im Bereich der Volks- und Unterhaltungsmusik und des Jazz zum Lebensunterhalt des auf sich selbst gestellten Musikstudenten bei. Sein langjähriges Engagement als Pianist bei dem Zauberkünstler Alexander Adrion (der 1951 sein Trauzeuge war) brachte ihm eine Zeitungskritik als phantasievollen Improvisator ein, der eine Verbindung zwischen Vortragendem und Publikum schaffen könne. Noch während des Musikstudiums wollte er Dichter werden (mit dem Brotberuf des Musiklehrers); er stand im Briefkontakt mit Hermann Hesse und schrieb Gedichte und Prosa.
Seine frühen Kompositionen wie etwa Chöre für Doris (zu denen er eigene Texte beitrug) sind noch eher traditionell. Ab den 1950er Jahren wandte sich Stockhausen zum Beispiel mit Kreuzspiel oder Formel der seriellen Musik zu. Er gilt diesbezüglich insbesondere als Mitbegründer der sogenannten punktuellen Musik. Angeregt durch Olivier Messiaens serielles Werk Mode de valeurs et d’intensités (1949) nahm er an dessen Kompositionskursen (Rhythmik und Ästhetik) in Paris teil.

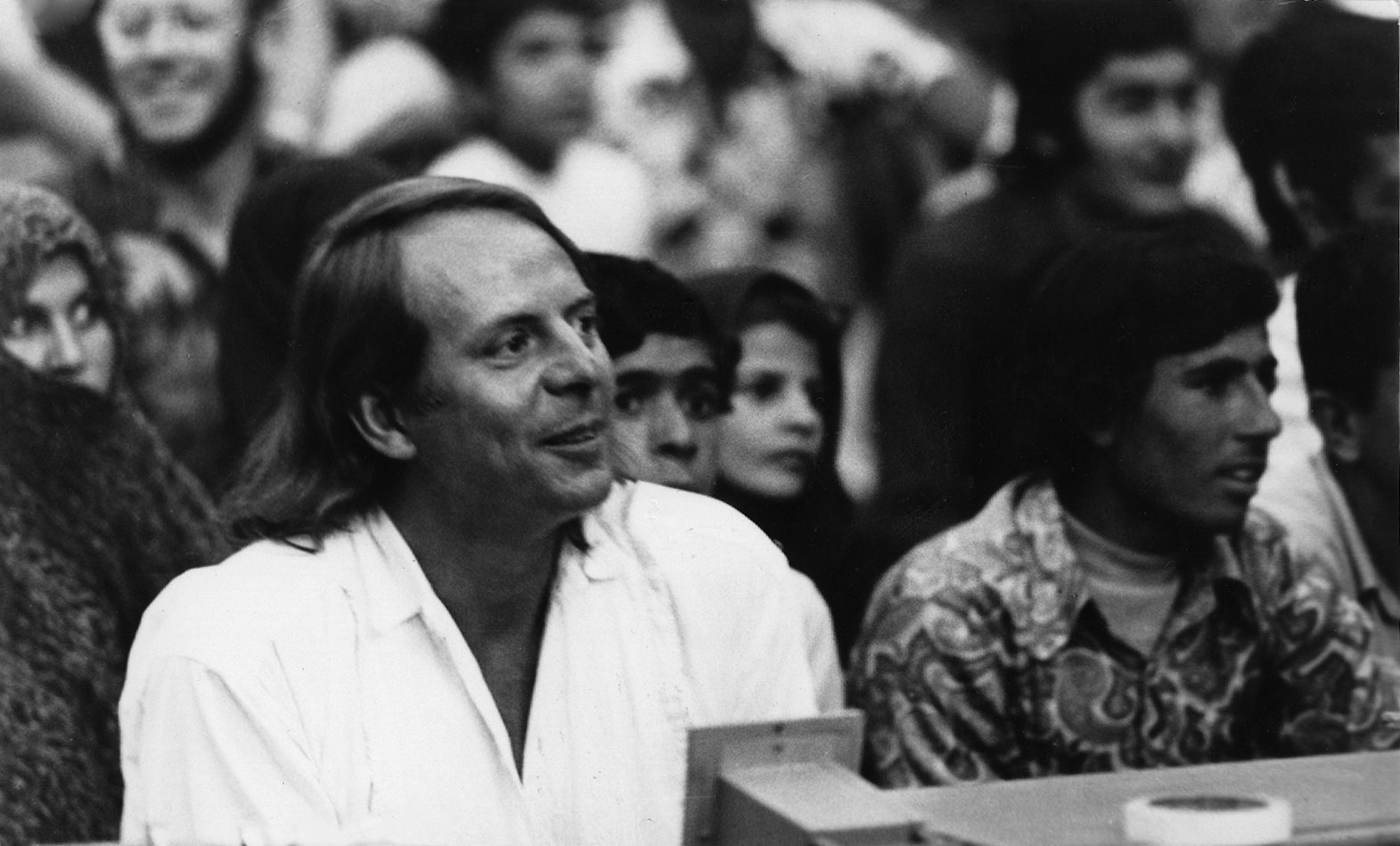
Karlheinz Stockhausen auf dem Schiras-Kunstfestival im Iran, 1972

Zwischen 1953 und 1998 arbeitete er eng mit dem Studio für Elektronische Musik des Westdeutschen Rundfunks zusammen, zeitweilig auch als künstlerischer Leiter, und widmete sich dort verstärkt der elektroakustischen Musik. 1955 verwirklichte er in diesem Kölner Studio den Gesang der Jünglinge, das als eines seiner zentralen Frühwerke gelten kann. Er setzte mit dieser Produktion neue Maßstäbe auf dem Gebiet der Raummusik und realisierte mit – aus heutiger Sicht – spartanischen Mitteln elektronische Klänge und Klangtexturen, die man so vorher noch nie gehört hatte.
Fortan war Stockhausen national wie international als Dozent tätig, leitete über lange Jahre die Kölner Kurse für neue Musik. Bei der Expo ’70, der Weltausstellung im japanischen Osaka, war er mit seinen elektroakustischen Kompositionen der Anziehungspunkt im eigens für seine musikalischen Vorstellungen errichteten deutschen Pavillon, der mit seiner Kugelform eine Beschallung auch von unten und von oben ermöglichte. 1972 feierte Stockhausen große Erfolge beim Schiras-Kunstfestival im Iran. Zu seinem Open-Air-Abschlusskonzert Sternklang kamen über 8000 Besucher. Ab 1977 konzentrierte er sich auf die Vollendung von Licht, der mit 29 Stunden Gesamtspieldauer, verteilt auf sieben Tage, umfangreichsten Oper der Musikgeschichte. In ihr wie auch in anderen Bühnenwerken wie beispielsweise Inori aus dem Jahre 1973 strebte Stockhausen die Verbindung von szenischer, visueller, raumakustischer und musikalischer Idee zu einer Einheit an.
Nach Abschluss der Arbeit an Licht (die sieben Tage der Woche) widmete sich Stockhausen dem nächsten Großprojekt. Unter dem Titel Klang sollten die 24 Stunden des Tages in 24 Kompositionen für unterschiedliche Besetzungen vertont werden. Stockhausen ließ weiterhin verlauten, dass er plane, danach die 60 Minuten einer Stunde sowie die 60 Sekunden einer Minute zu vertonen. Doch schon den Zyklus Klang konnte Stockhausen nicht mehr vollenden.
Seit 1991 gab der Stockhausen-Verlag eine preisgekrönte Gesamtausgabe seiner Werke sowohl in Partituren als auch auf CD heraus. 1995 wurde er mit dem Bach-Preis der Freien und Hansestadt Hamburg ausgezeichnet, 1996 wurde Karlheinz Stockhausen die Ehrendoktorwürde der Freien Universität Berlin verliehen. Auf Einladung von Walter Fink war er 1999 der neunte Komponist im jährlichen Komponistenporträt des Rheingau Musik Festivals. 2001 erhielt er den inoffiziellen Nobelpreis für Musik, den Polar Music Prize.
Neben der kompositorischen Arbeit war Stockhausen als Dirigent seiner eigenen Orchesterwerke aktiv. Die kompromisslose Ausführung und Planung seiner Werke wurden bewundert, aber auch kritisiert, und führten dazu, dass seine Musik im normalen Musikbetrieb zuletzt kaum noch aufgeführt wurde, da Stockhausen Aufführungen ohne seine Leitung nicht autorisierte. Anfang November 2007 nahm Stockhausen noch einen Kompositionsauftrag für ein neues Orchesterwerk für das Orchestra Mozart Bologna an – anlässlich seines 80. Geburtstags am 22. August 2008. Diesen Auftrag beendete er am 4. Dezember 2007.

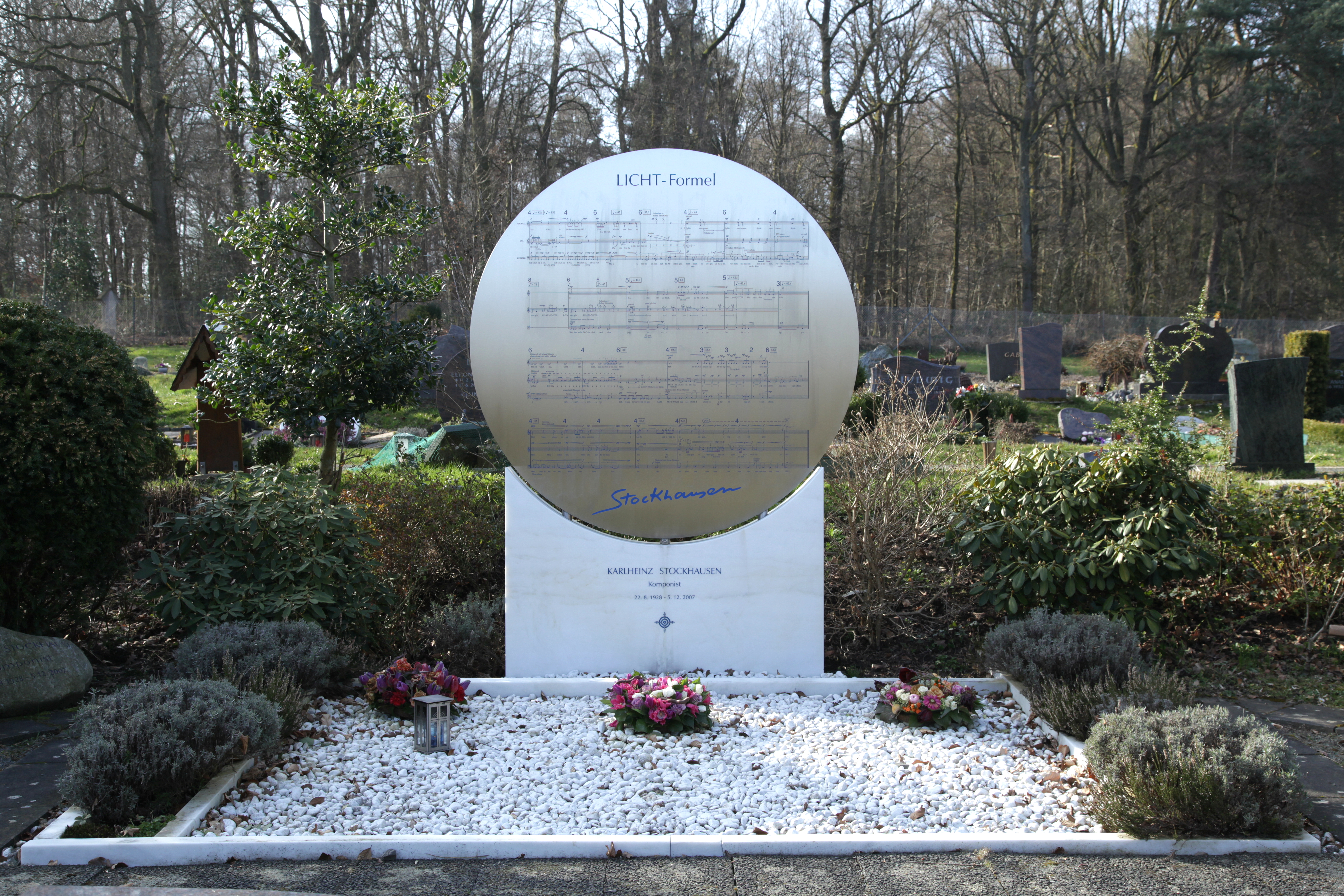
Grab des Komponisten auf dem Kürtener Waldfriedhof.

Karlheinz Stockhausen starb am Morgen des 5. Dezember 2007 in Kürten-Kettenberg bei Köln, wo er 24 Jahre lang gewohnt hatte. Sein Werk umfasst nach Angaben seines Verlags 363 einzeln aufführbare Werke. Die Information der Stockhausen-Stiftung schließt Bearbeitungen des Hauptwerkes Licht in diese Summe ein, ebenso spätere Bearbeitungen früher Werke. Im Stockhausen-Verlag erschienen bisher 139 Compact Discs mit seinen Werken. Publikationen von und über Karlheinz Stockhausen sind im Verlag der Stockhausen-Stiftung für Musik erschienen.

## Werk
Die meisten der Werke von Stockhausen (zumindest bis 1977) stellen sich als Meilensteine seiner Entwicklung kompositorischer Techniken und Ansichten dar. Es gibt nur ganz wenige reine Gelegenheitskompositionen. Dabei hat sich Stockhausen immer gegen das Attribut des Experimentellen verwahrt: Seine Werke sollten musikalisch wirken und nicht Theorien exemplarisch darstellen. So hat er auch oft Werke im Laufe seines Lebens grundlegend überarbeitet; ein Extremfall ist hier Punkte (Nr. 1⁄2), das 1952 zur Aufführung vorbereitet, aber in der damaligen Fassung nie aufgeführt wurde. Das Stück wurde 1962 so stark bearbeitet, dass man von einer Neukomposition sprechen kann; in weiteren Bearbeitungen bis 1993 änderte er den Charakter des Werkes erneut.
In den 28 Jahren, in denen er am Opernzyklus Licht arbeitete, trat die exemplarische Bedeutung der Einzelwerke naturgemäß etwas zurück, da sie als Bestandteile der Opern komponiert wurden, die alle von einer einzigen gemeinsamen musikalischen Grundformel abgeleitet sind.
Insgesamt verstand Stockhausen „seine Kompositionen nicht als isolierte, abgeschlossene Werke, sondern als Stationen eines work in progress“. In diesem Zusammenhang lehnt er die Idee eines absoluten Kunstwerks ab und plädiert stattdessen für eine Idee einer „Momentform“:
„Für mich wird jeder Versuch, ein Werk nach einer gewissen Zeit zum Schluß zu bringen, immer gewaltsamer und lächerlicher. Ich suche nach Möglichkeiten, die Komposition von Werken aufzugeben und – wenn möglich – überhaupt nur noch voran zu arbeiten, so offen zu arbeiten, daß alles Neue einbezogen wird in das Vorhandene, verwandelt und verwandelnd, und das Streben nach autonomen Werken wird mir Schall und Rauch.“

### Frühwerke (1950/1951)
Während seines Schulmusikstudiums entstanden 1950 Vokalkompositionen (zum Teil mit eigenen Texten) im aus heutiger Sicht gemäßigt modernen Stil. Erst im Jahre 1971 veröffentlichte er eine Auswahl dieser Werke (unter den Werknummern 1⁄11 bis 1⁄9), die dann auch ihre „offizielle“ Uraufführung erfuhren. Sie waren zum Teil bereits in der Studienzeit an der Musikhochschule und im Kölner Rundfunk zur Aufführung gekommen. Der Entschluss, Komponist zu werden, wurde 1950 immer konkreter, und er reichte sogar eines der Werke (Nr. 1⁄10 Drei Lieder) bei den Darmstädter Ferienkursen ein. 1951 setzte er in der Sonatine (Nr. 1⁄8) für Violine und Klavier erste Erfahrungen mit der Zwölftonmusik um.

### Seriell durchorganisierte Musik (1951–1953)
1951 nahm er an den Darmstädter Ferienkursen für neue Musik teil und kam dort mit der Musik von Olivier Messiaen, insbesondere dessen Klavier-Etüde Modes de valeurs et d’intensité und mit der Sonate für zwei Klaviere des Messiaen-Schülers Karel Goeyvaerts in Berührung. Die Messiaen-Etüde ist das erste Werk, das es unternimmt, die musikalischen Parameter Tonhöhe, Tondauer, Artikulation, Oktavlage nach einheitlichen kompositorischen Prinzipien zu organisieren, und Goeyvaerts (mit dem sich eine jahrelange enge Freundschaft entwickelte) hatte diese Ideen in seinem Werk weiterentwickelt. Stockhausen begann die Arbeit an seinem nächsten Werk Kreuzspiel (Nr. 1⁄7, 1951), das radikal mit seiner bisherigen musikalischen Entwicklung brach und die Konzepte der seriellen Musik konsequent einsetzte.
Das damalige serielle Denken entwickelte und verfeinerte er in der nun folgenden Reihe von Werken bis hin zu den Elektronischen Studien I und II (Nr. 3, 1952/53) maßgeblich. Wichtige Aspekte dieser Kompositionsweise waren:
- Streben nach möglichst vollständiger Kontrolle über das Klanggeschehen durch den Komponisten. Dies führte zwangsläufig zu einer (auch von Stockhausen selbst festgestellten) Degradierung der aufführenden Musiker zu reinen „Abspielmaschinen“ bei gleichzeitig immensen technischen Schwierigkeiten, diese Werke zu spielen. Der Ausweg schien in der elektronischen Musik zu liegen, bei der keine Interpreten mehr vorkommen.
- Lineare Organisation relevanter musikalischer Parameter. Die Parameter, die sich zunächst anboten, waren die oben genannten Tonhöhe, Tondauer (bald differenziert in Einsatzabstand aufeinanderfolgender Töne und Dauer der einzelnen Töne selbst), Lautstärke. Bei der Klangfarbe und der Artikulation entsteht das Problem, dass diese sich schlecht sinnvoll in einer linearen Ordnung anordnen lassen. Auch hier bot die elektronische Musik den Ausweg. Andere Probleme treten im rhythmischen und dynamischen Bereich auf. Lautere Töne sind zwangsläufig präsenter als leise, lange Noten erhalten zwangsläufig einen größeren zeitlichen Anteil des Werkes als kurze. Zu diesen Problemen fand Stockhausen im Laufe der Zeit sinnvolle Lösungsansätze.
- Identifikation weiterer Parameter. Der sogenannten Punktuellen Musik, die entsteht, wenn man die serielle Organisation auf die genannten Basisparameter der Einzelnoten beschränkt, setzte Stockhausen bald die Gruppenkomposition entgegen, bei der Parameter ganzer Notengruppen (zum Beispiel deren Tonanzahl, Umfang, Dichte etc.) betrachtet werden. Die Identifikation weiterer solcher musikalischer Parameter (meist als Gegensatzpaare, die dann mit „Grautönen“ zur Skala ausgebaut wurden) war für Stockhausens gesamte weitere musikalische Entwicklung grundlegend.[15]
- Vermeidung figurativer Elemente wie Themen und Motive. Insbesondere sollten auch die der seriellen Komposition zugrundeliegenden Zahlenreihen nicht direkt erkennbar sein. Die Abwesenheit von Themen und Motiven bedeutet aber nicht die Abwesenheit hörbarer musikalischer Vorgänge. So thematisiert das Kreuzspiel eine leicht nachvollziehbare musikalische Kreuzbewegung der Parameter von den Extremen in den Mittelbereich und wieder hinaus. Auch die Gruppenstruktur von Klavierstück I ist deutlich erkennbar.
- Vermeidung existierenden Materials, insbesondere lehnte er traditionelle Themen, oder Alltagsgeräusche als Basis von Tonbandmusik in der Musique concrète ab.[16]

Stockhausen hat mehrfach betont, dass er dem seriellen Denken immer treu geblieben ist, der Ausdruck postserielle Musik für seine späteren Werke abzulehnen sei. (Von einigen der Aspekte, insbesondere der Ablehnung figurativer Elemente oder der Vermeidung vorproduzierten Materials, hat er aber später pointiert Abstand genommen.)
Die Möglichkeiten, die sich beim Aufbau des Kölner Studios für elektronische Musik ergaben und in den beiden Studien I und II ihren Niederschlag fanden, erschienen als erste Gelegenheit, die im Verlauf der davorliegenden Jahre angestrebten Prinzipien zum ersten Mal kompromisslos umzusetzen; Details des einzelnen Klanges, Klangfarbe und -artikulation, exakte Tonhöhe, ließen sich (wenn auch mit den damaligen technischen Mitteln nur äußerst mühsam) völlig unabhängig von den Vorgaben durch Instrumente oder Spieler aus elementaren Bausteinen (Sinustönen) von Grund auf konstruieren.
Diesen Weg führte Stockhausen jedoch nicht weiter, sondern er begann noch während der Arbeit an den elektronischen Studien, das Prinzip der vollständigen Kontrolle durch den Komponisten zu revidieren.

### Variable und mehrdeutige Form, Prozesskomposition, Intuitive Musik (1954 bis 1970)
Noch während der Arbeit an den Elektronischen Studien begann er 1954 wieder Klavierstücke zu schreiben (Klavierstücke V bis X, Nr. 4). Und anders als bei den ersten vier Klavierstücken (Nr. 2, 1952) interessierten ihn jetzt gerade die Unwägbarkeiten, die durch die Interpretation des Pianisten, seine technische Begrenzung, und auch durch die physikalischen Eigenschaften des Klaviers entstehen. In Zeitmaße für Holzbläser (Nr. 5, 1955/56) ist die Atemdauer der Musiker ausschlaggebend für die Tempogestaltung der musikalischen Einheiten. Diesen Ansatz nannte er variable Form.

Partitur von Klavierstück XI (Originalgröße 54 × 94 cm)

Einen Schritt weiter ging er mit dem Klavierstück XI (Nr. 7, 1956), in dem er die Reihenfolge der abzuspielenden Passagen der spontanen Entscheidung des Pianisten überließ. Ähnliche Ansätze dieser mehrdeutigen Form verfolgte er zum Beispiel in Zyklus für einen Schlagzeuger (Nr. 9, 1959) oder Refrain für Ensemble (Nr. 11, 1959). Inspiriert wurde dieser Ansatz durch die aleatorischen Werke der New Yorker Komponistengruppe um John Cage, die zu dieser Zeit in Europa bekannt wurden. Anders als bei Cage ist Stockhausens Thema nicht der Zufall an sich, sondern die musikalisch sinnvolle Einbeziehung des Interpreten und der Spielsituation in das Werk.
Das Interesse an der Rolle des Interpreten wurde in Stockhausens Werk der 1960er Jahre zentral. Seine jetzt entstehenden Prozesskompositionen lassen dem Interpreten in der Ausgestaltung der musikalischen Details weitgehende Freiheit; in den Partituren wird stattdessen festgelegt, wie der Interpret auf die musikalische Situation zu reagieren hat: zum Beispiel verstärkend oder antagonistisch, oder mit zeitlicher Verzögerung wiederholend. Typische Symbole in diesen Partituren sind Plus- und Minuszeichen.
Die Vorgaben in diesen Kompositionen und das Material sind verschieden. In Spiral (Nr. 27, 1968) hat der Interpret auf die vom Kurzwellenrundfunk empfangenen Signale zu reagieren (die damals ein charakteristisches Gemisch aus Morse-Zeichen des Schiffsfunkverkehrs, verzerrten Radiosendungen, Störsendern des Kalten Krieges darstellten), in Prozession (Nr. 23, 1967) verwenden die Musiker Zitate aus anderen Werken Stockhausens, die sie aus dem Gedächtnis wiedergeben. In Solo (Nr. 19, 1966) reagiert der Spieler auf die (teils transformierte) zeitverzögerte Wiedergabe seines eigenen Spiels (für dieses Stück hatte Stockhausen eine spezielle Vorrichtung zur Ermöglichung kontrollierter Zeitverzögerung durch variable Bandschleifen anfertigen lassen).
Einen Endpunkt dieser Entwicklung, Intuitive Musik genannt, bilden die Zyklen von Textkompositionen Aus den sieben Tagen (Nr. 26, 1968) und Für kommende Zeiten (Nr. 33, 1968–1970), in denen ein manchmal mehrstündiges Werk durch eine oft nur wenige Zeilen lange Anweisung (zum Beispiel: Spiele einzelne Töne so hingegeben, bis Du die Wärme spürst, die von Dir ausstrahlt) vorgegeben ist. Allerdings verlangt Stockhausen für die Aufführung ein (am besten durch den Komponisten selbst) eigens (auch durch Aktionen wie mehrtägiges Fasten) vorbereitetes Spezialensemble. Demgegenüber steht die von Stockhausen explizit über diese Musik gemachte Aussage: Ich will keine spiritistische Sitzung, ich will Musik.
Die Abgrenzung zur Improvisation sah Stockhausen darin, dass sich ein improvisierender Musiker aus dem Repertoire vorhandener Musik seiner eigenen Erfahrungswelt bezieht; genau das aber versuchte er bei seinen Kompositionen zu verhindern und den Bezugsrahmen durch genaue Vorgaben sowie persönliches Einstudieren der Werke mit den Interpreten zu kontrollieren.

#### „Wie die Zeit vergeht“

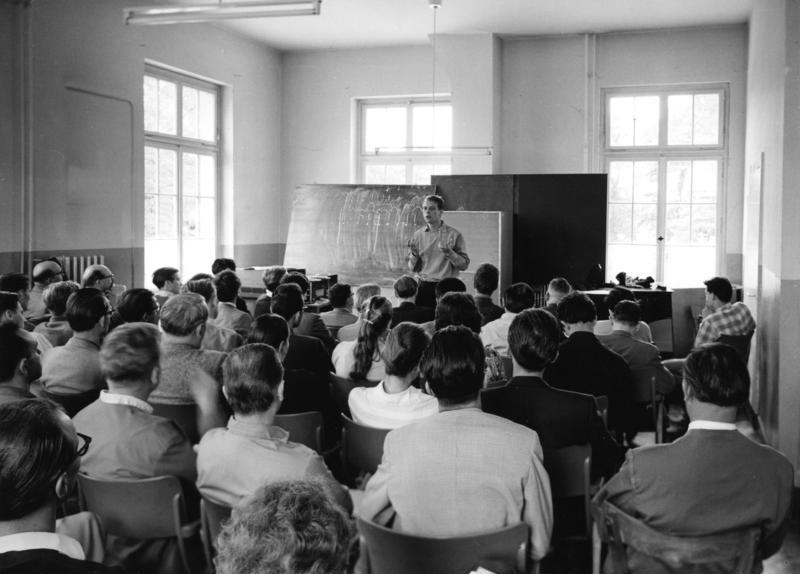
Stockhausen 1957 bei den Darmstädter Ferienkursen

Die angemessene Organisation der Zeit in der seriellen Komposition war für Stockhausen eine zentrale Frage in der ersten Hälfte der 1950er Jahre gewesen. Die Ergebnisse, zu denen Stockhausen schließlich gekommen war, stellte er in seinen berühmten Aufsatz … Wie die Zeit vergeht … dar. Sie manifestierten sich vor allem in dem Werk Gruppen für drei Orchester (Nr. 6, 1955–1957), aber auch in Zeitmaße oder Klavierstück XI, und zum Teil auch im Gesang der Jünglinge.
Stockhausen stellt darin seinen Ansatz dar, Metrik und Rhythmik einerseits, Tonhöhen und Klangfarben andererseits unter einer gemeinsamen Sichtweise zu betrachten. Daraus ergaben sich zum Beispiel
- die später von Stockhausen oft verwendete zwölfelementige temperierte „Zeitoktave“ der Tempi (In Licht tritt sie als 45 – 47,5 – 50,5 – 53,5 – 56,5 – 60 – 63,5 – 67 – 71 – 75,5 – 80 Viertel pro Minute auf), die der hörphysiologischen Wahrnehmung von Zeitdauern besser entspricht als der frühere naive Ansatz der seriellen Komponisten, den Vorrat der Tondauern einfach als eine, zwei, drei, vier usw. Zeiteinheiten aufzubauen;
- der Aufbau komplexer rhythmischer Gebilde durch Überlagerung von Metren, ähnlich wie ein Klang sich aus Sinustönen zusammensetzt;
- ein Argument, Gruppen statt Punkte zu komponieren, da die aus der neuen Sichtweise gewonnenen rhythmischen Aussagen sich nicht auf Einzeldauern, sondern auf Geschwindigkeiten/Frequenzen wiederholter Ereignisse beziehen;
- ein praktisches Argument, Werke für mehrere Orchester mit mehreren Dirigenten zu komponieren, da die Überlagerung mehrerer Tempi in zueinander irrationalen Verhältnissen so am besten zu realisieren ist. Ähnliche Ansätze hatte Charles Ives bereits Anfang des zwanzigsten Jahrhunderts umgesetzt.

Schon in Klavierstück XI ist die Reihenfolge der Gruppen der seriellen Kontrolle entzogen (sie ergibt sich aus der „absichtslosen“ Intuition des Spielers). Diese Verselbständigung der Gruppe als Inbegriff des „Musikalischen Augenblicks“ führte zur Momentform. Momente sind kurze musikalische Einheiten, die bis zu einem gewissen Gerade für sich allein stehen können und in lockerer, offener Folge aneinandergereiht werden. Diese Form, zum ersten Mal bei Gesang der Jünglinge und Kontakte auftretend, wurde in der Folge bis Ende der 1960er Jahre (und zum Teil auch darüber hinaus) Stockhausens wichtigste Kompositionsform. Für die Komposition Momente nutzte Stockhausen die sich aus der Momentform ergebene Möglichkeit aus, eine bereits aufführungsreife und aufgeführte Komposition über Jahre hin durch Hinzufügen neuer Momente immer weiter wachsen zu lassen.

#### Musik im Raum
Die Organisation der Zeit in Gruppen hatte den Einsatz dreier Orchester mit drei Dirigenten nahegelegt. Diese Orchester befinden sich an drei Seiten des Konzertsaales in U-Form um das Publikum. Die so entstehende räumliche Verteilung der Klangquellen komponierte er genauer aus, so dass die Bewegung der Klanggruppen durch den Raum ein konstitutives musikalisches Element wurde. In der elektronischen Komposition Gesang der Jünglinge kam der Klang aus fünf Kanälen, die fünf um das Publikum positionierten Lautsprechern entsprachen. Auch hier, wie in späteren Kompositionen war die Raumdisposition der Klangereignisse ein Parameter, der kompositorisch behandelt wurde.
Die Stereo-Versionen auf Schallplatten/CDs können diese räumlichen Effekte nur teilweise wiedergeben. Aber auch für die Live-Versionen ist die adäquate Wiedergabe solcher Werke wie Gruppen (oder gar Carré für vier Orchester und vier Chöre) ein Problem, da es schwierig ist, geeignete Konzertsäle zu finden. In der Expo ’70 in Osaka wurde unter wesentlicher Mitwirkung von Stockhausen im deutschen Pavillon ein Kugelauditorium errichtet, das dem Hörer Klänge aus allen Richtungen des Raumes präsentieren konnte. Allerdings blieb dieser Konzertsaal nicht über die Weltausstellung hinaus erhalten.
Auch in späteren Werken war der Raum oft ein wichtiges Element. In Inori ist die in einer sechzigteiligen Skala differenzierte Lautstärke mit der Raummusik verknüpft: Die unterschiedlichen Lautstärkegrade werden durch unterschiedliche Spielerzahlen realisiert. Bei leisen Stellen spielen nur die Musiker am rechten und linken Podiumsrand; für größere Lautstärke kommen Musiker, die weiter zur Mitte hin sitzen, hinzu.

#### Obertonmusik
In den meditativ-freien Werken Stimmung und Sternklang komponiert Stockhausen auf der Basis der Obertonreihe. Auch diese Kompositionen beruhen auf seriellen Methoden.

#### Elektronische Musik

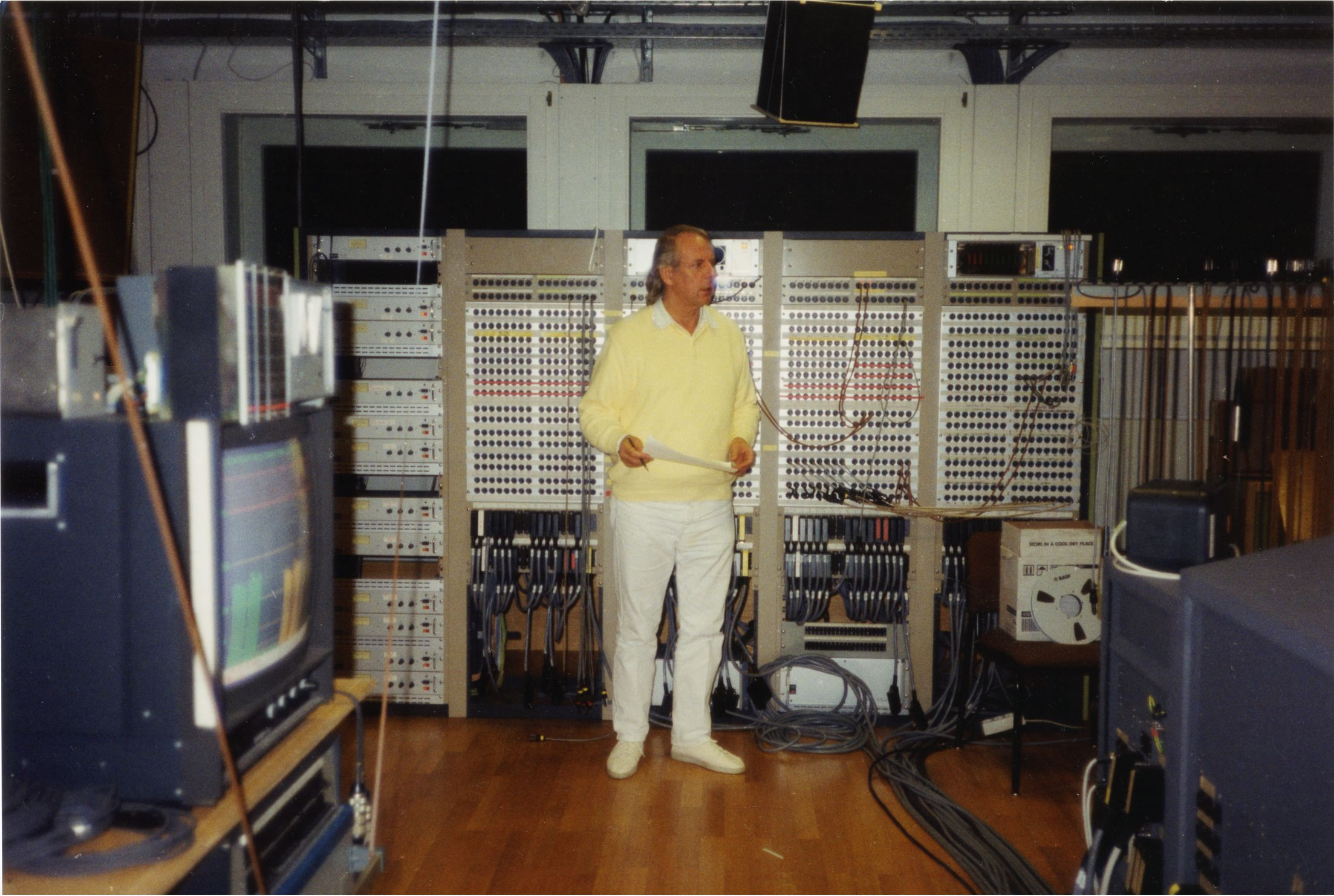
Stockhausen im Elektronischen Studio, 1991

Stockhausen hatte bereits 1952 in Paris im Studio von Pierre Schaeffer eine konkrete Tonbandkomposition Etude hergestellt. Sie basierte auf Klaviersaitenklängen, die aber durch Geschwindigkeitsmanipulationen und Zerschneiden der Bänder in kleine und kleinste Stücke fast völlig unkenntlich gemacht wurden. Stockhausen hielt das Werk zurück, da es eigentlich nicht seiner damaligen Grundüberzeugung entsprach, vorhandenes Klangmaterial nicht zu verwenden. Erst Jahrzehnte später präsentierte er das Werk der Öffentlichkeit (das in der Zwischenzeit in seinem Klangarchiv verschollen war).
Bei der Tonbandmusik der Etude handelt es sich nicht um Elektronische Musik im eigentlichen Sinne; diese begann für Stockhausen aber im selben Jahr 1952 mit der Arbeit im Kölner Studio für Elektronische Musik. Die dort entstandenen beiden Studien für Elektronische Musik stellten für Stockhausen den Anfang einer neuen Musikwelt dar, in der die Interpreten eliminiert und alle musikalischen Parameter unter der Kontrolle des Komponisten waren. Statt diesen Weg nun anzutreten, begann er sich aber für die Interpreten, Unkontrolliertheiten, und Klänge der realen Welt zu interessieren, also genau das, was er eigentlich hatte loswerden wollen.
Im Gesang der Jünglinge (Nr. 8, 1955/56) verwendet er Aufnahmen einer Singstimme zusätzlich zu rein elektronisch erzeugten Klängen als Material und unterzieht sie serieller Organisation (die zum Beispiel den Verfremdungsgrad der Stimme und den Grad der Textverständlichkeit als Parameter verwendet).
In Kontakte (Nr. 12, 1960) sind die kompositorischen Basiselemente nicht mehr Sinustöne, sondern der Instrumentalmusik entnommene Klangkonzepte (Holzklang, Metallklang, Fellklang), die allerdings rein elektronisch realisiert werden.
Kontakte gibt es auch in einer Version für elektronische Klänge und zwei Instrumentalisten. Ursprünglich sollte die Interaktion zwischen menschlichen Spielern und der Elektronischen Musik bestimmend für das ganze Stück werden. Allerdings war eine Reaktion der Elektronik auf die Spieler zum damaligen Zeitpunkt technisch noch nicht möglich: Die elektronischen Klänge musste er vorproduzieren (sie bilden auch allein ein für sich vollständiges Werk). Den Ansatz, die Musiker in Reaktion auf die festen elektronischen Klänge mehr oder weniger frei reagieren zu lassen, verwarf er bald, da Einübungseffekte die Spontaneität der Reaktionen ausgeschaltet hätten. So komponierte er auch die Parts der beiden Spieler genau aus.
In den Werken der 1960er Jahre verringerte sich die Starrheit der elektronischen Musik, die nicht mehr auf Tonband vorproduziert werden musste: es gab immer mehr Möglichkeiten der live-elektronischen Verfremdung der Instrumentalklänge (zum Beispiel durch Ringmodulatoren, Klangfilter, Verzerrer), und die Personen, die die Regler bedienten (oft Stockhausen selbst) wurden als Interpreten in die Kompositionen einbezogen. Die Live-Elektronik spielt bei fast allen Werken von Stockhausen in diesen Jahren eine fundamentale Rolle. Zum Beispiel geht es in Mikrophonie I um die Verfremdung realer Metallklänge (eines Tamtams) durch Bewegung der Mikrophone und Steuerung der Klangregler, in Mixtur um die Mischung des unverfremdeten Instrumentalklanges mit der verfremdeten Version, in Kurzwellen um die Reaktion der Interpreten, die mit Radioempfängern Kurzwellenprogramme und -geräusche empfangen.
Telemusik und Hymnen waren nach vielen Jahren wieder vorproduzierte elektronische Kompositionen. Zum ersten Mal allerdings benutzte Stockhausen hier vorhandenes musikalisches Material (Weltmusik im einen Fall, Nationalhymnen im zweiten) und verarbeitete dieses so, dass es oft erkennbar blieb. Auch die mit dem Material (zum Beispiel amerikanische und sowjetische Nationalhymne) verknüpften Programme und Assoziationen waren gewollt und wurden kompositorisch verarbeitet. Die Art der Verarbeitung wich aber von der Collagetechnik der Musique concrète ab, da die Musikzitate nicht einfach nur hinter- und übereinandergeschnitten wurden, sondern sich gegenseitig in den einzelnen Parametern modulierten.
Die technischen Mittel waren am Anfang (1952) vor allem Sinus- und Impulsgeneratoren, Tonbänder (die geschnitten, geklebt, und in verschiedenen Geschwindigkeiten überspielt werden konnten), und Nachhallgeräte. Seit Gesang der Jünglinge ließ Stockhausen die Studiotechniker wie live agierende Musiker nach graphischen Vorgaben die Regler bedienen (bis das Klangergebnis zufriedenstellend war). In der Live-Elektronik dominierten Mikrophone, Klangfilter und Ringmodulatoren. In Sirius (Nr. 43, 1975–1977) benutzte Stockhausen zum ersten Mal einen Synthesizer und einen Sequencer (Sequencer konnten damals nur kurze melodische Sequenzen abspielen und transformieren). Dabei arbeitete er allein im Studio, das Klangergebnis interaktiv im Rahmen des Kompositionsplanes entwickelnd. Auf der Bühne setzte er Synthesizer seit 1984 ein.
Stockhausens Studio für elektronische Musik in den Räumen des WDR soll demnächst in der Burg Mödrath/Kerpen untergebracht werden.
Karlheinz Stockhausen war Ehrenmitglied der Deutschen Gesellschaft für Elektroakustische Musik (DEGEM).

#### Skandal bei der Uraufführung von „Fresco“
Die Uraufführung und bis heute einzige Aufführung von Stockhausens Werk Fresco am 15. November 1969 für vier orchestrale Gruppen in vier unterschiedlichen Räumen wurde Anlass für einen Skandal. Bereits bei den Proben gab es Auseinandersetzungen, denn einige Musiker des Orchesters der Beethovenhalle unter Volker Wangenheim hinterfragten Anweisungen wie „Glissandos nicht schneller als eine Oktave pro Minute“. Andere informierten sich telefonisch bei ihrer Gewerkschaft, ob sie als Teil des Orchesters hier tatsächlich zum Spielen verpflichtet seien. Bei der Uraufführung war ein Schild zu sehen mit der Aufschrift „Wir spielen oder wir werden entlassen!“. Während der Aufführung kamen bei einigen Notenpulten plötzlich Karten mit dem Text „Stockhausen-Zoo. Bitte nicht füttern!“ zum Vorschein. Einige Musiker verließen vorzeitig das Konzert, obwohl die Aufführung auf vier bis fünf Stunden angesetzt war. Stockhausen-Fans protestierten, währenddessen äußerten sich Stockhausen-Gegner polemisch gegenüber den Streichern. Unbekannten gelang es auch, die Lichter an den Pulten auszuschalten, so dass die Musiker im Dunkeln saßen. Nach 4 Stunden und 20 Minuten endete die Aufführung, weil die Orchestermusiker ihre Mitwirkung eingestellt hatten.

#### Einschübe
Von Anfang an war die serielle Musik Stockhausens so konzipiert, dass sie dem Komponisten Freiraum für gestalterische Einzelentscheidungen ließ. Stockhausen setzte in seine Stücke aber auch Elemente, die außerhalb des seriellen Kompositionsplans standen: so zum Beispiel die Schlusstakte der ersten drei Klavierstücke. In der elektronischen Studie I markiert ein außerhalb der seriellen Systematik stehender Einzelton (allerdings für unvorbereitete Hörer unauffällig) den Zeitpunkt, als Stockhausen bei der Arbeit an dem Stück von der Geburt seiner Tochter Suja informiert wurde (Stockhausen spricht von einem „Böllerschuss“).
Stockhausen begann, öfter (unter der Bezeichnung „Einschübe“) in Werke musikalische Fremdkörper einzubauen, die er außerhalb des Zusammenhangs in Stücke einfügte, jetzt auch meist deutlich hörbar. Das geschah in der Bearbeitung von Kontrapunkte 1953, in Gruppen, Refrain, Kontakte. In Momente gab es so viele Einschübe, dass sie nicht mehr von der restlichen Musik unterscheidbar sind. In der späteren Formelkompositionstechnik (ab 1970) treten an die Stelle der Einschübe freiere Passagen, die in den Formeln selbst schon angelegt sind.
Wolfgang Rihm, der ein Jahr lang bei Stockhausen studiert hat, beschreibt die Einschübe als „genau jene Stellen, wo er merkt: ‚Da muss noch etwas hinein. Erlaubt es die Ordnung? Mir egal, ich setze da etwas hinein!‘ und er das auch tut. Da habe ich gesehen, dieser Mann schaltet und waltet im Material und in den Gegebenheiten des musikalischen Kosmos zwar nach einem Entwurf, aber er wirft den Entwurf dann auch um, wenn er selbst gefordert ist als der künstlerische Setzer.“

### 1970er Jahre
Um 1970 kam es zum Zerwürfnis zwischen Stockhausen und den Musikern seines Ensembles, die eine Mit-Autorschaft an den intuitiven und prozessualen Werken beanspruchten. Stockhausen wiederum warf ihnen Disziplinlosigkeit bei häufigen Aufführungen dieser Werke (vor allem auf der Weltausstellung in Osaka) vor, die zu starken Qualitätsschwankungen geführt habe. Er entschied sich dazu, seine Musik wieder bis ins letzte Detail festzulegen (er hat aber auch weiterhin freie Stücke geschrieben, zum Beispiel Für kommende Zeiten, Ylem, Nr. 37, 1973, Herbstmusik, Nr. 40, 1974). Er stellte auch fest, jetzt aufgrund der Erfahrungen mit den freien Werken der 1960er Jahre Ideen kompositorisch umsetzen zu können, die ihm früher nur unter Einbeziehung der Interpreten realisierbar erschienen.
Seine Kompositionsweise nannte er jetzt Formelkomposition; eine Formel ist ein detailliert (mit Rhythmus, Dynamik, Vortragsarten usw.) komponiertes musikalisches Thema, das bestimmend für die gesamte Komposition sein soll. Es liefert in verschiedenen Abwandlungen (zum Beispiel Spiegelung, Spreizung, Ausschnitt, Projektion usw.) das musikalische Material. Die Erkennbarkeit der Formel über das ganze Stück hin ist ein wichtiges Ziel der Komposition.
Diese neuen Ansätze stellte er mit Mantra für zwei Klaviere und Live-Elektronik vor. Auch grub er eine Orchesterkomposition aus, die er unter dem Arbeitstitel Studie unmittelbar nach Kreuzspiel im Jahre 1952 geschrieben und damals wegen des als Irrweg eingestuften Thematizismus zurückgehalten hatte. 1972 stellte er sie unter dem neuen Namen Formel vor und sah darin eine Vorwegnahme seiner jetzigen Kompositionsweise. In Am Himmel wandle ich und in Inori wird die Formel geradezu didaktisch über das ganze Werk hin Schritt für Schritt aufgebaut. Mit dem Chorwerk Atmen gibt das Leben und der Komposition Sirius werden die Formeln mehrstimmig (Stockhausen sprach von multiformaler Musik).
Im Werk Inori (japanisch für „Gebet“ oder auch „Gebete“) sind von einem Mimen vorgetragene Gebetsgesten zentral, die kompositorisch in die serielle Struktur eingebunden sind. Diese Einbindung von Körperbewegungen in die Werke (szenische Musik) wurde wesentliches Element der Kompositionen seit Mitte der 1970er Jahre. Auch die Instrumentalisten sind in diese Bewegungsabläufe einbezogen. Dies ist zum Beispiel in der Komposition Harlekin für Klarinette solo gut zu sehen, von der einige Videoaufnahmen mit verschiedenen Interpreten im Internet vorliegen. Der szenische, rituelle Ansatz findet sich aber auch schon im Kreuzspiel mit dem genauen Sitzplan für Spieler und Dirigenten, und natürlich auch im Musiktheaterstück Originale (Nr. 12 2⁄3, 1961).

### „Licht“ (1977 bis 2004)

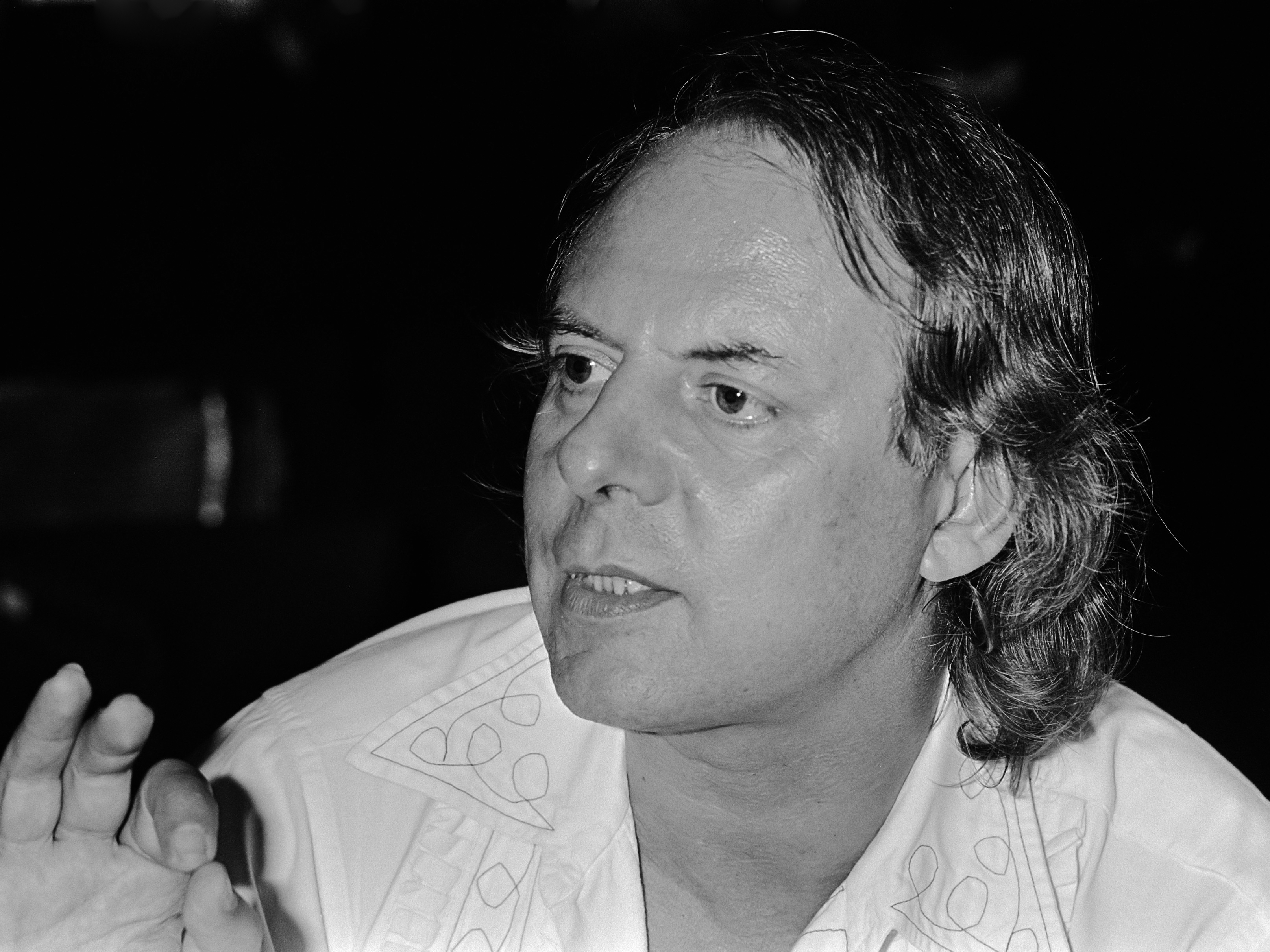
Karlheinz Stockhausen (1980)

Karlheinz Stockhausen vollendete 2005 seine 1977 begonnene Heptalogie Licht. Mit seinem Lebenswerk hinterließ er ein religiöse, mystische und autobiographische Themen behandelndes, monumentales Opus. Die Opern bauen auf einer einzigen „Superformel“ auf, die drei Melodien zusammenfügt, welche die Hauptfiguren – Michael, Eva, Luzifer – charakterisieren.
Die ersten Opern erlebten am Mailänder Teatro alla Scala ihre Uraufführung (Donnerstag, Samstag, Montag); am Opernhaus Leipzig wurden 1992 Dienstag und 1996 Freitag zum ersten Mal gespielt – an beiden Aufführungen war Johannes Conen als Bühnenbildner beteiligt. Auch drei der Kinder Stockhausens waren an den Aufführungen von Donnerstag, Samstag und Dienstag beteiligt, Majella als Pianistin in Donnerstag und Samstag sowie Markus als Trompeter und Simon als Sopransaxophonist und Synthesizer-Spieler in Donnerstag, Samstag und Dienstag. In Donnerstag aus Licht verarbeitet Stockhausen autobiographische Erlebnisse und präsentiert in dem Teil Michaels Jugend eindrücklich prägende Erlebnisse aus seiner Kindheit in abstrahierter Form, wie etwa den Tod seiner Eltern. Der letzte Teil des Zyklus Sonntag aus Licht wurde am 9./10. April 2011 in Köln szenisch uraufgeführt.
Dargestellte Personen oder Gruppen werden teilweise mehrfach besetzt (wie etwa die Eva-Figur in Montag durch drei Soprane verkörpert wird), mit einem Instrument oder einer Gruppe derselben assoziiert (Michael-Truppe in Dienstag: drei Trompeten, sechs Tutti-Trompeten, Schlagzeug, Synthesizer) oder durch Tänzer erweitert (Figur Luzipolyp in Montag: Bass und Tänzer treten als Doppelwesen auf).
Außergewöhnliche Einfälle bietet der Zyklus in Fülle – so werden vier Streicher in vier fliegende Hubschrauber gesetzt und spielen von dort ihre Musik. Zwei 35-minütige Stücke für Chor und Orchester werden simultan in zwei verschiedenen Räumen gespielt, der Hörer bekommt nur Ausschnitte davon zu hören. Die verschiedenfarbig gekleideten Chormitglieder singen auf Sanskrit, Chinesisch, Arabisch, Englisch und Swahili.
In seiner Gesamtheit wurde das insgesamt 29 Stunden Musik umfassende Werk Licht noch nicht aufgeführt.

### „Klang“ (2004 bis 2007)
Nach Vollendung von Licht richtete Stockhausen in seinem letzten (unvollendet gebliebenen) Werkzyklus seine Aufmerksamkeit auf den Klang, den er vor allem als inneren Klang, die Stimme des Gewissens sah. Bei Klang handelt es sich um einen Zyklus von Konzertstücken für einen oder mehrere Solisten, teils mit Live-Elektronik, und eine rein elektronische Komposition.
Für Klang benutzte Stockhausen nicht mehr die Technik der Formelkomposition, sondern nimmt den Ansatz des Aufsatzes Wie die Zeit vergeht wieder auf, Rhythmus und Klang unter einer einheitlichen Sichtweise zu betrachten. Die Stücke beruhen im Wesentlichen auf derselben Reihe, die auch Gruppen zugrunde liegt, und einige entwickeln die Polymetrik von Gruppen und Zeitmaße weiter.
Durch Stockhausens plötzlichen Tod im Jahr 2007 konnten nur 21 der geplanten 24 Teile des Werkes (die den 24 Stunden des Tages zugeordnet sind) vollendet werden.

## Weltsicht

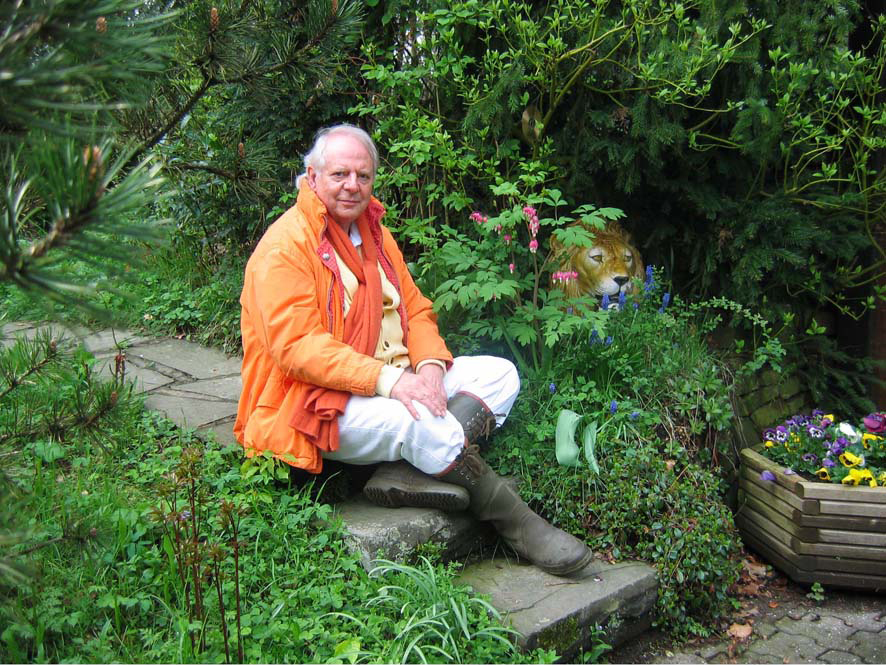
Stockhausen in Kürten 2005

Stockhausen war von früher Jugend an fest im rheinischen Katholizismus verankert. Unter dem Nationalsozialismus bot ihm das heimliche Gebet Trost und Zuflucht. Als Komponist sah er sich berufen, die göttliche Weltordnung in seinen Werken darzustellen und zu erforschen. Diese Sichtweise trat in den 1950er Jahren nicht vordergründig in Erscheinung, so dass er in der Öffentlichkeit eher als kühler Technokrat wahrgenommen wurde.
Anfang der 1960er Jahre, unter dem Einfluss seiner späteren zweiten Frau Mary Bauermeister, löste er sich vom Katholizismus. Er ließ sich zunächst von den Werken des Philosophen Gotthard Günther leiten. Gegen Ende der 1960er Jahre begannen die Schriften des Hindu-Mystikers Sri Aurobindo für ihn immer bedeutender zu werden, mit denen er zuerst 1967 in Kalifornien in Berührung kam. Im Jahre 1971 erhielt er das Buch Urantia einer amerikanischen gnostisch-esoterischen Organisation, das er schrittweise zu lesen begann und das in den folgenden Jahrzehnten immer bestimmender für seine Arbeit wurde, beginnend mit Inori, unverkennbar schließlich in Sirius, Licht und Klang.

### Esoterik und Exzentrik
Trotz der religiösen Wechsel änderte sich Stockhausens Sendungsbewusstsein nicht. In dem Maße, in dem es immer mehr in Erscheinung trat, machte es ihn immer mehr zu einer umstrittenen Person. Seine exzentrische Selbstdarstellung stand in der Kritik. Äußerungen Stockhausens wie

„Ich bin auf Sirius ausgebildet worden und will dort auch wieder hin, obwohl ich derzeit noch in Kürten bei Köln wohne. Auf Sirius ist es sehr geistig. Zwischen Konzeption und Realisation vergeht fast keine Zeit. Was man hier als Publikum kennt, passive Beisitzer, gibt es dort gar nicht. Da ist jeder kreativ.“

sorgten für Widerspruch und Unverständnis. Als der Dirigent Michael Gielen davon hörte, meinte er: „Als er sagte, er wisse, was auf Sirius passiere, hab ich mich mit Grausen von ihm abgewandt. Hab auch keine Note mehr gehört.“

### Aussagen zum 11. September 2001
In den Kontext seiner Sirius-Aussagen gehören auch die Statements zu den Terroranschlägen vom 11. September 2001. Stockhausen äußerte „Also was da geschehen ist, ist natürlich – jetzt müssen Sie alle Ihr Gehirn umstellen – das größte Kunstwerk, was es je gegeben hat …“ Er führte dazu aus:

„Daß also Geister in einem Akt etwas vollbringen, was wir in der Musik nie träumen könnten, daß Leute zehn Jahre üben wie verrückt, total fanatisch, für ein Konzert. Und dann sterben. [Zögert.] Und das ist das größte Kunstwerk, das es überhaupt gibt für den ganzen Kosmos. Stellen Sie sich das doch vor, was da passiert ist. Das sind also Leute, die sind so konzentriert auf dieses eine, auf die eine Aufführung, und dann werden fünftausend Leute in die Auferstehung gejagt. In einem Moment. Das könnte ich nicht. Dagegen sind wir gar nichts, also als Komponisten. … Ein Verbrechen ist es deshalb, weil die Menschen nicht einverstanden waren. Die sind nicht in das Konzert gekommen. Das ist klar. Und es hat ihnen niemand angekündigt, ihr könntet dabei draufgehen.“

Seine Sichtweise stieß in den Medien und der Öffentlichkeit überwiegend auf Unverständnis und Ablehnung. Am 19. September 2001 gab er eine schriftliche Erklärung in englischer Sprache zu seinen umstrittenen Äußerungen ab. Er verteidigte seine Äußerung und verwies darauf, im Sinne seiner Opern-Figur Luzifer, des gefallenen Engels, gesprochen zu haben. Er distanzierte sich von dem Terroranschlag und schrieb in der Erklärung, dass er die Opfer in seine Gebete einschließe.

## Politisches Engagement
Karlheinz Stockhausen gehörte im April 2007 zu den Erstunterzeichnern des Aufrufs für eine Parlamentarische Versammlung bei den Vereinten Nationen, die ein erster Schritt zu einem Weltparlament sein soll.

## Nachleben
Nach Stockhausens Tod führen die Musikerinnen Suzanne Stephens und Kathinka Pasveer das Vermächtnis des Komponisten in seinem Sinne fort: mit Kontaktpflege, mit der Durchführung von Konzerten in aller Welt, mit der Verwaltung der Stockhausen-Stiftung und des umfangreichen Archivs und nicht zuletzt mit der Organisation der alljährlichen Stockhausen-Kurse und Konzerte.
Bereits 1997 fand in Stockhausens Wohnort Kürten der erste von dann alljährlich im Juli/August folgenden Stockhausen-Kursen statt: Jahr für Jahr lädt die Stiftung namhafte Stockhausen-Interpreten ein, die mit Studierenden Stockhausens Werke einüben und öffentlich vorführen – dies auch im Rahmen von Vorträgen und Kursen für Interpreten, Komponisten, Klangregisseure und Musikwissenschaftler.

## Schüler (Auswahl)
- Gilbert Amy
- Matthias Bamert
- Clarence Barlow
- Gerald Barry
- Cornelius Cardew
- Holger Czukay
- Sascha Dragićević

- Manuel de Elías
- Friedrich Goldmann
- Jon Hassell
- Wilfried Hiller
- Nicolaus A. Huber
- Helmut Lachenmann
- Nam June Paik

- Hans Ulrich Lehmann
- Pierre Mariétan
- Paul Méfano
- Mani Planzer
- Robert HP Platz
- Mark Polscher
- Wolfgang Rihm

- Eric Salzman
- Irmin Schmidt
- Makoto Shinohara
- Simon Stockhausen
- Ludger Stühlmeyer
- Atli Heimir Sveinsson
- Erich Urbanner

## Auszeichnungen (Auswahl)
- 1974: Bundesverdienstkreuz 1. Klasse
- 1979: Wahl zum ausländischen Ehrenmitglied der American Academy of Arts and Letters
- 1985: Kommandeur des Ordre des Arts et des Lettres
- 1986: Ernst von Siemens Musikpreis
- 1988: Ehrenbürger der Gemeinde Kürten[45]
- 1989: Wahl zum ausländischen Ehrenmitglied der American Academy of Arts and Sciences
- 1992: Verdienstorden des Landes Nordrhein-Westfalen
- 2001: Polar Music Prize
- 2004: Wahl zum assoziierten Mitglied der Académie royale des Sciences, des Lettres et des Beaux-Arts de Belgique[46]

## Werkverzeichnis
Stockhausen hat 370 einzeln aufführbare Werke geschrieben.
Ein vollständiges Verzeichnis siehe unter Liste der Werke von Karlheinz Stockhausen.
Besonders einflussreich sind:
- Kreuzspiel Nr. 1⁄7 für 6 Instrumente, 1951. Stockhausens erstes serielles Werk.
- Kontra-Punkte Nr. 1 für 10 Instrumente, 1952/53. Stockhausens erste gedruckte Komposition.
- Klavierstücke I–IV. Nr. 2, 1952. Entstehung der Gruppenform.
- Studien I/II Nr. 3, 1952–1953. Elektronische Musik.
- Klavierstücke V–X Nr. 4, 1954. Variable Form.
- Zeitmaße Nr. 5 für 5 Holzbläser, 1955–1956. Variable Form, Zeitorganisation.
- Gruppen Nr. 6 für 3 Orchestergruppen, 1955–1957. Raummusik, Gruppenform, Zeitorganisation – eines seiner bekanntesten Werke dieser Zeit.
- Klavierstück XI Nr. 7, 1956. Vieldeutige Form, Aleatorik.
- Gesang der Jünglinge Nr. 8, 1955–1956. Elektronische Musik, Religiöser Text, Raummusik, Momentform – wahrscheinlich sein bekanntestes Werk.
- Zyklus Nr. 9 für einen Schlagzeuger, 1959. Eines der frühesten Schlagzeugsolostücke in der Neuen Musik.
- Refrain Nr. 11 für Klavier, Vibraphon und Celesta, 1959/68. Variable Form.
- Kontakte Nr. 12 Elektronische Komposition oder für Klavier, Schlagzeug und Tonband, 1958–1960. Zwei Versionen: Tonband allein oder Verbindung elektronischer Klänge mit Instrumentalklängen.
- Momente Nr. 13 für Sopran, Chor und 13 Instrumente, 1962–1969/1972 Europa-Version/1998, Momentform.[47]
- Plus-Minus Nr. 14, 1963. Konzeptkomposition; Graphik mit Anweisungen, die für eine Aufführung ausgearbeitet werden muss.
- Mikrophonie I Nr. 15 für Tamtam und Live-Elektronik (6 Ausführende), 1964.
- Solo Nr. 19 für ein Melodieinstrument und Live-Elektronik, 1966. Prozesskomposition eines Solisten im Dialog mit sich selbst.
- Hymnen Nr. 22, elektronische Musik mit oder ohne 4 Solisten und/oder Orchester, 1966–1967/69. Elektronisches Monumentalwerk mit Fremdmaterial (Nationalhymnen), politische Thematik.
- Stimmung Nr. 24 für 6 Sänger, 1968. Obertonmusik.
- Kurzwellen Nr. 25 für drei Spieler und Live-Elektronik, 1968. Prozesskomposition mit Radiogeräten.
- Aus den Sieben Tagen Nr. 26 für beliebiges Instrumentarium, 1968. Intuitive Musik, Textkomposition.
- Mantra Nr. 32 für zwei Pianisten und Live-Elektronik, 1970. Die erste Formelkomposition.
- Inori Nr. 38 für zwei Darsteller und Orchester, 1973. Gebetsgesten, didaktische Präsentation der Formel, differenzierte Behandlung der Lautstärkegrade.
- Tierkreis Nr. 41 1⁄2 – 12 Melodien der Sternzeichen, 1974–1975. Typisch für seinen Stil der 1970er Jahre; Werke aus dem Zyklus werden häufig aufgeführt, mannigfaltige Ausarbeitungen.
- Sirius Nr. 43 Elektronische Musik mit/ohne Instrumentalisten, 1975–1977. Multiformale Musik, erster Einsatz von Synthesizer und Sequenzer.
- Michaels Reise um die Erde vom Donnerstag aus Licht Nr. 48 für Trompete und Ensemble, 1977–1978. Die Fernsehproduktion des WDR ist im Internet vorhanden.
- Licht, Die sieben Tage der Woche, Oper, komponiert 1977–2003.
- Luzifers Traum – Klavierstück XIII vom Samstag aus Licht Nr. 51, 1981.
- Synthi-Fou – Klavierstück XV aus Dienstags-Abschied vom Dienstag aus Licht Nr. 61 2⁄3, 1990–1991. Synthesizer auf der Bühne.
- Helikopter-Streichquartett vom Mittwoch aus Licht Nr. 69 für Streichquartett, Hubschrauber und Live-Elektronik, 1992–1993. Die vier Streicher des Quartetts sind separat in vier Hubschraubern.
- Hoch-Zeiten vom Sonntag aus Licht Nr. 79 für Chor und Orchester, 2001–2002.
- Klang Nr. 81–101 für Solis oder Ensembles mit/ohne Elektronik, 2004–2007, unvollendet.

### Schriften
- Dieter Schnebel (Hrsg.): Texte zur Musik 1. Aufsätze 1952–1962 zur Theorie des Komponierens. M. DuMont Schauberg, Köln 1963.
- Dieter Schnebel (Hrsg.): Texte zur Musik 2. Aufsätze 1952–1962 zur musikalischen Praxis. DuMont Schauberg, Köln 1964.
- Dieter Schnebel (Hrsg.): Texte zur Musik 3. Einführungen und Projekte, Kurse, Sendungen, Standpunkte, Nebennoten. DuMont Schauberg, Köln 1971, ISBN 3-7701-0493-5.
- Christoph von Blumröder (Hrsg.): Texte zur Musik 6: 1977–84: Interpretation. DuMont Buchverlag, Köln 1989.
- Tim Nevill (Hrsg.): Towards a Cosmic Music. Texts selected and translated. Element Books, Longmead / Shaftesbury / Dorset 1989.
- Christoph von Blumröder (Hrsg.): Texte zur Musik 7. Stockhausen-Verlag, Kürten 1998.
- Christoph von Blumröder (Hrsg.): Texte zur Musik 8. Stockhausen-Verlag, Kürten 1998.
- Christoph von Blumröder (Hrsg.): Texte zur Musik 9. Stockhausen-Verlag, Kürten 1998.

## Varia
- Karlheinz Stockhausen, dessen Kompositionen Paul McCartney wie die anderer Avantgardisten zum Orchesterteil von A Day in the Life[48] inspiriert haben, ist auf dem Cover des Beatles-Albums Sgt. Pepper’s Lonely Hearts Club Band als eine der 70 Persönlichkeiten abgebildet.
- Die amerikanische experimentelle Rock-Band The Sound of Animals Fighting benannte einen Song nach ihm: Stockhausen, es ist Ihr Gehirn, das ich suche.[49]
- Die Musiker Irmin Schmidt und Holger Czukay von der Kölner Avantgarde-Band Can waren Schüler Stockhausens.
- Stockhausens musikalische Ideen sind in der populären Musik vielfach als Inspirationsquelle genannt worden,[50] insbesondere von Amon Düül, Aphex Twin,[51] The Beatles,[52] Björk,[53] Kraftwerk,[54] Pink Floyd (vor allem auf Ummagumma),[55] und Frank Zappa.[56]
- 1998 rief der Veranstalter „Rezital“ in Zürich Stockhausen als „Father of Techno“ aus, was seine Bedeutung für die gegenwärtige Electronica-Szene unterstreicht. Allerdings handelte es sich bei dem Konzert dann „nur“ um die Aufführung von Momente 1998 durch den WDR-Rundfunkchor, das ohne Elektronik auskommt.
- Die deutsche Band Kettcar erwähnt Stockhausen in ihrem Lied „Stockhausen, Bill Gates und ich“.
- 2008 wurde der Kürtener Rathausvorplatz in Karlheinz-Stockhausen-Platz umbenannt.
- 2009 drehten Andree Korpys und Markus Löffler den Kurzfilm Gesang der Jünglinge; darin erklingt Stockhausens gleichnamiges Werk.
- Das 1980 gegründete „Ensemble für Intuitive Musik Weimar“[57] (EFIM, u. a. mit den Musikern Michael von Hintzenstern und Hans Tutschku) arbeitete zeitweise eng mit Karlheinz Stockhausen zusammen, so etwa 2005 für die CD-Produktion „Für kommende Zeiten“, für die Karlheinz Stockhausen die Klangregie innehatte.

## Dokumentarfilme
- Stockhausen – Musik für eine neue Welt. Dokumentarfilm, Deutschland 2009/2010, 52 Min., Buch und Regie: Norbert Busè und Thomas von Steinaecker, Produktion: Studio.TV.Film, Arte.